# Roman Roșca
Roman Roșca (n. 3 aprilie 1982) este un antreprenor din Republica Moldova, viceprim-ministru pentru Reintegrare al Republicii Moldova din 23 iulie 2025. A fost deputat în legislatura 2021-2025 a Parlamentului Republicii Moldova, reprezentant al Partidului Acțiune și Solidaritate (PAS).

## Biografie
Roșca este masterand în drept economic la Universitatea de Stat din Moldova.
Și-a început cariera în 2006, când a fost angajat în cadrul Comisariatului de poliție din Tighina. Peste patru ani, a fost promovat la Departamentul poliție al Ministerului Afacerilor Interne, iar în 2011-2012, a lucrat în Direcția poliției în transport a MAI. În această perioadă, 2006-2012, a îndeplinit aceeași funcție – inspector superior resurse umane.
În 2012, s-a concentrat pe antreprenoriat – a fondat și administrat compania „Invest Market SRL”.

### Activitate politică
Roman Roșca a fost secretar adjunct al Organizației Teritoriale Chișinău a Partidului Acțiune și Solidaritate. Din 2019 a fost consilier al aceluiași partid în Consiliul Municipal Chișinău.
A candidat cu numărul 71 pe lista Partidului Acțiune și Solidaritate la alegerile parlamentare din 2021. PAS a obținut 63 de mandate, astfel încât Roșca nu a acces imediat în Parlament, ci mai târziu, în iulie 2022, înlocuindu-l pe colegul său de partid Dorel Iurcu⁠(d).
În martie 2024, Roșca a fost numit de Parlament în funcția de președinte al Comisiei parlamentare speciale de monitorizare și control parlamentar asupra realizării politicii de reintegrare a Republicii Moldova.
La 23 iulie 2025, Roman Roșca a depus jurământul de învestire în funcția de viceprim-ministru pentru Reintegrare în guvernul Recean. L-a înlocuit pe Oleg Serebrian, care cu o lună mai devreme fusese numit ambasador al Republicii Moldova în Turcia.